# Coiffe (botanique)
Pour les articles homonymes, voir Coiffe.

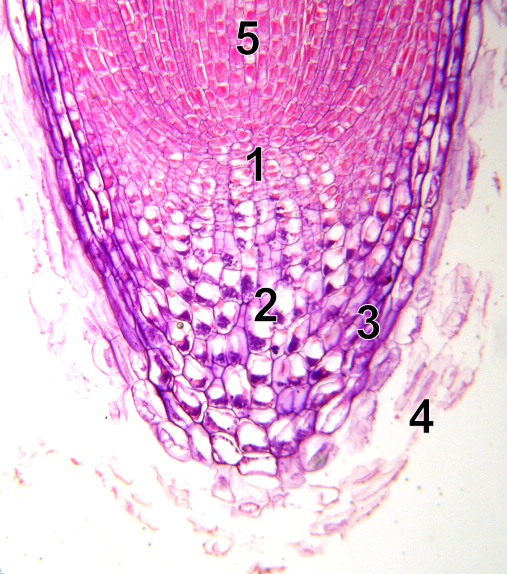
Pointe racinaire vue au microscope (x10). 1-méristème 2-columelle (statocytes avec statolithes) 3-partie latérale de la coiffe 4-cellules mortes arrachées 5-zone d'élongation

En botanique, la coiffe, appelée aussi  coiffe radiculaire, représente la terminaison d’une racine qui sert à la fois à protéger le méristème (1) apical de la racine, à faciliter sa pénétration dans le sol grâce au mucigel et à contrôler la réaction de la racine à la pesanteur grâce à la columelle (2) contenant des statocytes. La perception du gravitropisme est ainsi située dans la coiffe de la racine.
La desquamation des cellules de la coiffe, associée à la secrétion de ce mucigel (formé par les pectines des parois des cellules libérées), participe à la rhizodéposition.
Cet apex racinaire peut manquer chez certains végétaux comme les plantes immergées (cératophylum) ou le marronnier d'Inde.

## Zones à la base de la coiffe

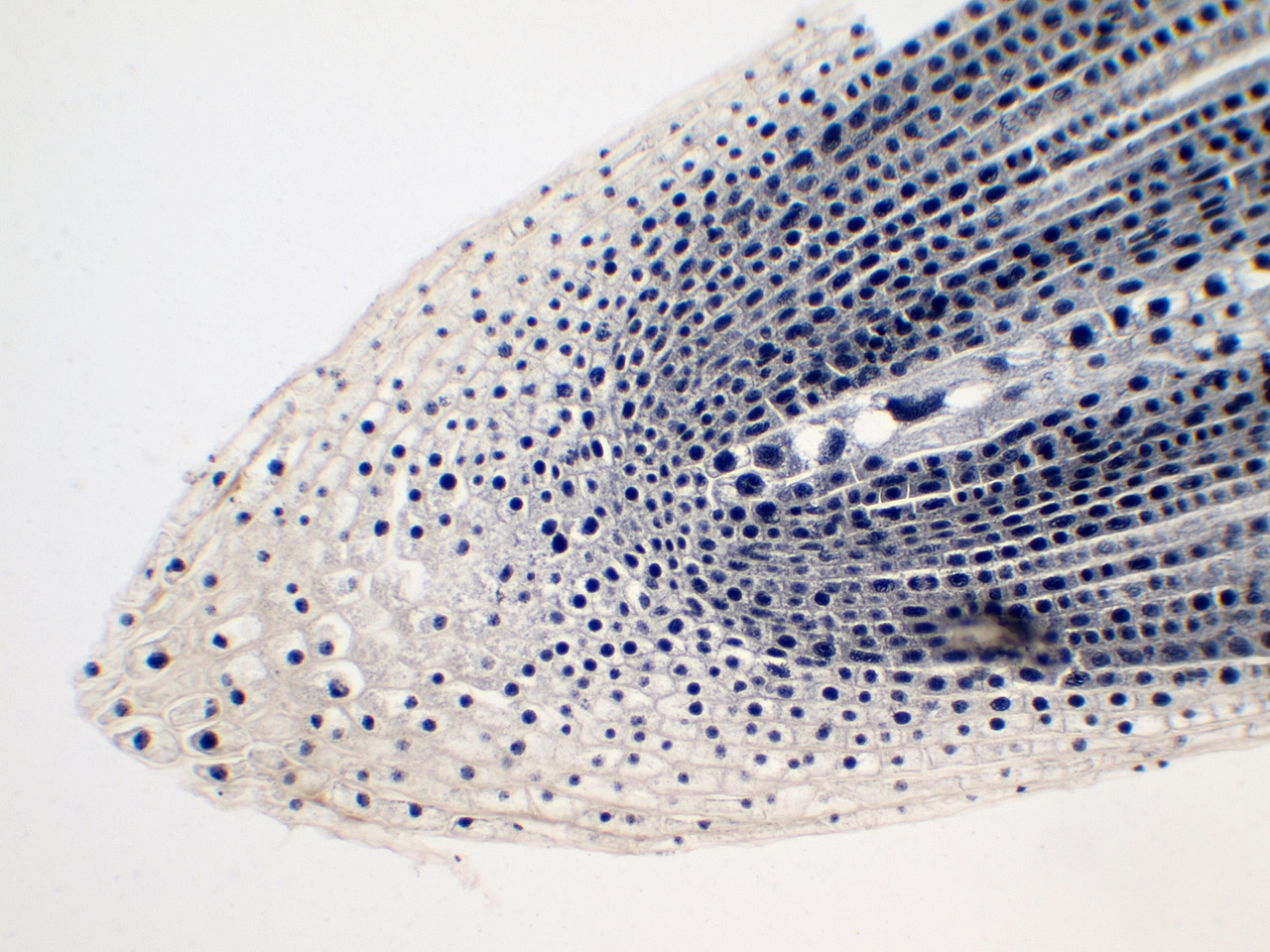
Coupe longidudinale de l'apex racinaire de l'oignon.

Les botanistes distinguent plusieurs zones à la base de la coiffe : le centre quiescent (du latin quiescere, se reposer) dans lequel les cellules se divisent très lentement (de l’ordre d’une division toutes les 180 heures). Au-dessus du centre quiescent, la zone sub-terminale de prolifération (mérèse) correspond au méristème apical constitué de cellules se divisant très fréquemment (2 fois par jour environ). Au-dessous du centre quiescent, l'assise histogène de la coiffe correspond à un méristème d’entretien,.

## La coiffe et l'intelligence des plantes
En conclusion de son livre Le pouvoir du mouvement chez les plantes (en) publié en 1880, Charles Darwin écrit : « Il n'est guère exagéré de dire que l'extrémité des radicelles ainsi dotée, et ayant le pouvoir de diriger les mouvements des parties contiguës, agit comme le cerveau des animaux inférieurs ». Ses observations et sa comparaison ne sont pas acceptés par les éminents botanistes de l'époque, avec en tête Julius von Sachs. Les biologistes František Baluška et Stefano Mancuso vont dans le même sens que Darwin. Selon eux, la coiffe a une grande sensibilité aux stimuli environnementaux. Elle « agit comme l’organe sensoriel le plus important de la plante ; elle détecte des paramètres physiques divers telles que la gravité, la lumière, l’humidité, l’oxygène et les nutriments inorganiques essentiels ». Ayant enregistré dans les coiffes les mêmes signaux que ceux émis par les neurones de cerveaux animaux, ils comparent ce système à un cerveau, les coiffes jouant le rôle de neurones. Mancuso écrit en 2015 dans Brilliant Green : « Les études les plus récentes du monde végétal ont démontré que les plantes sont sensibles (et donc sont douées de sens), qu’elles communiquent (entre elles et avec les animaux), dorment, se souviennent et peuvent même manipuler d'autres espèces. Elles peuvent être décrites comme intelligentes ». Cette vision des plantes sensibles et intelligentes est très controversée au sein de la communauté des biologistes spécialistes du monde végétal. Ainsi, en 2008, 36 biologistes européens et nord-américains signent un manifeste Plant neurobiology: no brain, no gain?DOI Article « Plant neurobiology: no brain, no gain? » pour dénoncer l’emploi de l'expression « neurobiologie végétale » qui sous-entendrait une intelligence des plantes.